# Лейбин, Виталий Эдуардович
Вита́лий Эдуа́рдович Ле́йбин (род. 28 декабря 1972, Донецк, УССР, СССР) — российский журналист, медиаменеджер и поэт. Главный редактор портала «Полит.ру» (2003–2006), журнала «Русский репортёр» (2006–2017, 2020), сетевого издания «Репортёр» (2020–2023). Сооснователь (2014) и главный редактор (с 2020) журнала «Кот Шрёдингера».

## Биография
Родился 28 декабря 1972 года в Донецке. Оба родителя родом из Белоруссии: отец — еврей, мать — русская. В 1990 году окончил школу № 147 в Донецке.
В 1995 году окончил биологический факультет Московского государственного университета имени М. В. Ломоносова по специальности «молекулярная биология», затем в 1995—1996 годах стажировался в Иллинойском университете. 
Вернувшись в 1996 году в Россию, отказался от продолжения научной карьеры и начал работать в области редакционно-издательского дела. В конце 1990-х — начале 2000-х работал редактором в одном из книжных издательств, корреспондентом в газете "Московские новости", редактором программ на украинских телеканалах "Первый национальный" и ICTV, а также политическим консультантом.
В 2003—2006 годах возглавлял редакцию информационно-политического портала «Полит.ру».
C ноября 2006 года стал главным редактором нового журнала «Русский репортёр». В 2017 году в связи с поправками в Федеральный закон «О СМИ», ограничившими права иностранцев на участие в управление СМИ, как гражданин Украины, перешёл на позицию шеф-редактора. В 2019 году принял российское гражданство и в 2020 году вновь занял должность главного редактора, на которой работал до закрытия журнала в том же году. Затем команда «Русского репортёра» объявила о продолжении работы в онлайн-формате и создала сетевое издание «Репортёр», главным редактором которого стал Лейбин. В 2023 году выпуск издания был прекращён.
В 2020 году возглавил журнал «Кот Шрёдингера», в основании которого шестью годами ранее принимал активное участие.
С 2021 по 2023 годы был редактором отдела науки и технологий журнала «Эксперт».

### Позиция по российско-украинской войне
Называл своей Родиной как Россию, так и Украину, отмечая, что не голосовал за распад Советского Союза.
Во время Евромайдана журнал «Русский репортёр» совместно с украинским журналом «Вести. Репортёр» организовал в Киеве круглый стол, на котором Виталий Лейбин выразил мнение, что в сложившемся конфликте журналисты обязаны стремиться к нейтральности и соблюдению профессиональных стандартов и не имеют права занимать «революционную» или «контрреволюционную» позицию; эта точка зрения была подвергнута критике некоторыми участниками дискуссии. В мае 2022 года Лейбин утверждал, что смена власти на Украине в 2014 году вызвала обратные последствия и вместо сноса олигархической системы, вступления в Европейский союз и роста уровня жизни привела к усилению олигархов в стране и российско-украинской войне; по его словам, ответственность за все последствия смены власти несут политики, которые предлагали свергнуть режим Януковича. Заявлял о формировании в стране «западенской идеологии построения украинской нации с заметным акцентом на бандеровщину».
В ходе войны в Донбассе освещал ситуацию с обеих сторон линии фронта. Считал, что наибольшую ответственность за эскалацию конфликта и гибель мирного населения несут власти Украины, при этом также не отрицал ответственности властей России и подконтрольных ей Донецкой и Луганской народных республик. Расценивал Минские соглашения как шанс на спасение Украины. Был одним из подписантов обращения руководителей непризнанных республик и общественных деятелей Донбасса, которое содержало обвинение Украины в несоблюдении Минских соглашений и призыв к ОБСЕ и России предпринять политическое и экономическое давление на Украину для выполнения соглашений, а также одним из 14 подписантов обращения общественных деятелей Донбасса, распространённого пресс-центром сепаратистов «Новороссия», с призывом к руководству Украины не прекращать социальные выплаты жителям ДНР и ЛНР.
В феврале 2022 года выступил резко против вторжения России на Украину, позже охарактеризовав его как «довольно безумное решение», ошибку, преступление, агрессию и предательство России. Лейбин утверждал, что военные преступления и преступления против человечности совершаются с обеих сторон конфликта, но, исходя из его масштабов, до 24 февраля 2022 года в большинстве случаев гибели мирного населения была виновна скорее украинская армия, а после — скорее российская. В марте 2022 года призвал к немедленному прекращению боевых действий, мирным переговорам и заключению устойчивого мира на компромиссных условиях. При этом считает неверными призывы к капитуляции России и немедленному выводу российских войск без предварительных договорённостей: на взгляд Лейбина, такой шаг практически невозможен, а если даже будет осуществлён, приведёт лишь к эскалации насилия.
Освещал ход войны, в том числе из зоны боевых столкновений, с акцентом на страданиях мирных граждан. К первой годовщине полномасштабного вторжения опубликовал статью «20 тезисов про войну и мир. Возможна ли сейчас в России антивоенная и патриотическая позиция одновременно», где подробно высказал точку зрения на российско-украинское противостояние и заявил, что существенное количество россиян готово поддержать позицию «за компромиссный мир, но не за капитуляцию России».

### Скандалы
Осенью 2016 года украинскими хакерами была опубликовано содержимое электронного почтового ящика сотрудницы Владислава Суркова (на тот момент помощника президента России по вопросам социально-экономического сотрудничества с государствами СНГ, Абхазией и Южной Осетией) Марии Виноградовой, достоверность которого была подтверждена одним из участников переписки и опровергалась представителями российской власти. Согласно переписке, 18 мая 2015 года Виталий Лейбин присылал Виноградовой статью «Донбасс побеждает. Перемирие и ближайшие цели России», опубликованную через неделю в журнале «Эксперт», которую ранее обсуждал с Сурковым напрямую. Также Лейбин обсуждал с ним помощь украинскому журналисту Игорю Гужве с возможным переездом в Москву.

## Творчество
Фронтмен музыкальной группы «Бетхудов».
Первая публикация стихов — в июле 2017 года в журнале Prosōdia. По оценке издания, «Лейбин как поэт всегда будто стеснялся серьезности, ему проще было в постобэриутском чудачестве».
В 2020 году выпустил в издательстве ОГИ книгу «стихи для зинзивера». «То, что сперва ощущалось веселой забавой, предстает осознанной стратегией, целостной системой убеждений, — отмечал в рецензии Сергей Толстов. — "Ребячливые сны" Лейбина — это способ примирения с действительностью, даже больше — реализация христианского посыла "будьте как дети", стремитесь к такому ощущению мира. Зная о мощном "магическом" потенциале речи, Лейбин заклинает реальность, пытается превратить ее в "еще один мир, получше". Не всегда успешно, не всегда складно, но искренне и с верой в свое дело».
В 2022 году в журнале Prosōdia вышел цикл стихов Виталия Лейбина, каждый фрагмент которого датирован конкретным числом военной операции на Украине. «Поэт нашел очень важную, недостающую сегодня пронзительную ноту, которая одновременно поверх сторон и ниже них обеих — потому что она на уровне самой ткани жизни, изуродованной, но живой повседневности, в которой ведутся разговоры с мертвыми, в которой зла не хватает на тех, кто умирает, за то, что они умирают. И при этом — ощущение божественного присутствия даже в осколке, приступы божественной любви к людям, казалось бы, невозможной в этих условиях», — отмечала редакция, называя стихи Лейбина «значительной коррективой к воинственному образу "поэзии Донбасса"».

## Санкции
27 мая 2016 года президент Украины Петр Порошенко подписал указ «О решении Совета национальной безопасности и обороны Украины от 20 мая 2016 "О некоторых персональных специальных ограничительных мерах (санкциях)"», который предполагал блокировку активов и запрет на въезд для 17 руководителей российских СМИ. В их числе был и Виталий Лейбин, на тот момент являвшийся гражданином Украины. Это решение грубо нарушило украинское законодательство, не предусматривающее запрета на въезд в страну для собственных граждан.
30 мая 2016 года включён в базу сайта «Миротворец» за «сознательное нарушение государственной границы Украины, антиукраинскую пропагандистскую деятельность».
26 апреля 2022 года Фонд борьбы с коррупцией включил Виталия Лейбина в «Список коррупционеров и разжигателей войны» в качестве «пропагандиста, сотрудника федеральных медиа».